# Bollinger Everyman Wodehouse Prize
Der Bollinger Everyman Wodehouse Prize ist der einzige Literaturpreis, mit dem in Großbritannien humoristische Literatur ausgezeichnet wird. Benannt wurde dieser Preis nach dem englischen Schriftsteller P. G. Wodehouse und der Fa. Bollinger, die ihn im Jahr 2000 erstmals gestiftet hatte.
Die Preisverleihung ist immer ein Höhepunkt auf dem jährlich im Mai stattfindenden Literaturfestival im walisischen Bücherdorf Hay-on-Wye. Jedem Preisträger wird traditionell neben Champagner auch eine „Everyman Wodehouse Werkausgabe“ (52 Bde.) überreicht.

## Preisträger
- 2000 – Howard Jacobson: The mighty walzer
- 2001 – Jonathan Coe: Erste Riten
- 2002 – Michael Frayn: Das Spionagespiel
- 2003 – DBC Pierre: Jesus von Texas
- 2004 – Jasper Fforde: Thursday-Next-Reihe
- 2005 – Marina Lewycka: Kurze Geschichte des Traktors auf Ukrainisch
- 2006 – Christopher Brookmyre: All Fun and Games until Somebody Loses an Eye
- 2007 – Paul Torday: Lachsfischen im Jemen
- 2008 – Will Self: The butt
- 2009 – Geoff Dyer: Jeff in Venice, Death in Varanasi
- 2010 – Ian McEwan: Solar
- 2011 – Gary Shteyngart: Super Sad True Love Story
- 2012 – Terry Pratchett: Steife Prise
- 2013 – Howard Jacobson: Zoo Time
- 2014 – Edward St Aubyn: Lost for Words
- 2015 – Alexander McCall Smith: Fatty O’Leary’s Dinner Party
- 2016 – Paul Murray: The Mark and the Void und Hannah Mary Rothschild: The Improbability of Love
- 2017 – Helen Fielding: Bridget Jones’s Baby: The Diaries
- 2018 – keine Verleihung mangels geeigneter Werke[1]
- 2019 – Nina Stibbe: Reasons to be Cheerful
- 2020 – Matthew Dooley: Flake
- 2021 – Guy Kennaway: The Accidental Collector
- 2022 – Percival Everett: The Trees